# Submarine Rescue Diving and Recompression System

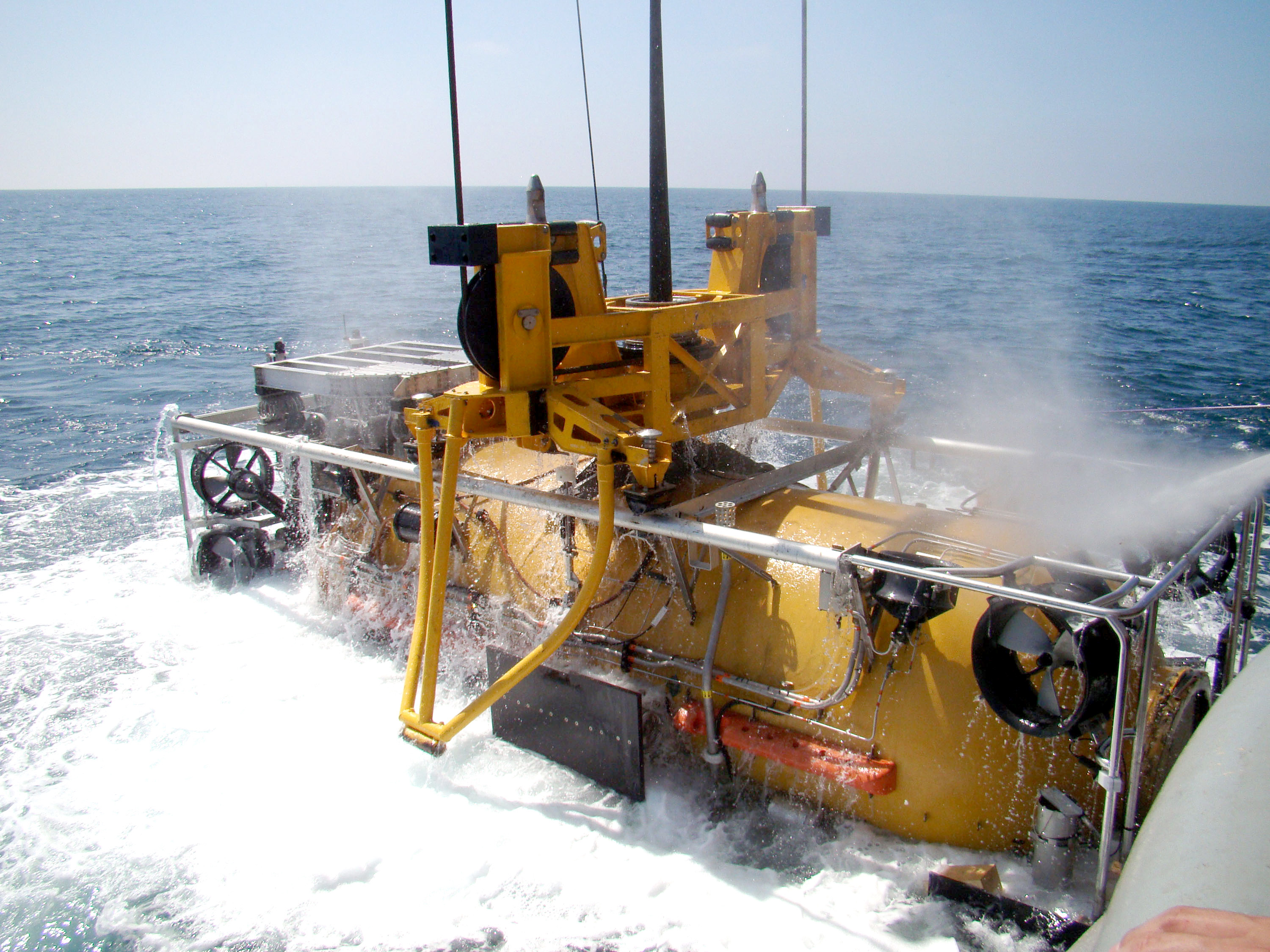
Essais en 2008

Le Submarine Rescue Diving and Recompression System (SRDRS) est un sous-marin de sauvetage conçu par l'armée américaine. Contrôlé à distance, il est prévu pour des interventions à grande profondeur. Il est basé sur le sous-marin de sauvetage Remora de la Royal Australian Navy et remplace les deux sous-marins de la Classe Mystic dont le dernier a été retiré en 2008.